# 紹治
紹治（越南语：／，1841年-1847年）是越南大南国阮朝紹治帝的年号，共计7年。

## 改元
明命二十二年正月二十日，绍治帝即位，以本年为紹治元年。

## 纪年
| 紹治 | 元年     | 2年      | 3年      | 4年      | 5年      | 6年      | 7年      |
| 公元 | 1841年   | 1842年   | 1843年   | 1844年   | 1845年   | 1846年   | 1847年   |
| 干支 | 辛丑     | 壬寅     | 癸卯     | 甲辰     | 乙巳     | 丙午     | 丁未     |
| 清朝 | 道光21年 | 道光22年 | 道光23年 | 道光24年 | 道光25年 | 道光26年 | 道光27年 |